# Rugios

Situación de Rogaland en Noruega, lugar de procedencia de los Rugios.

Los rugios eran una tribu germánica, cuyo origen se remonta a la región de Rogaland en el sur de Noruega, significando literalmente "tierra arrugada", debido al relieve accidentado de los fiordos nórdicos. Del siglo III a. C. hasta fines del siglo I a. C., la población de esta área migra hacia el sur en búsqueda de zonas más calientes, a causa del descenso de las temperaturas de Europa en este periodo. Se establecen en la isla de Rügen, en el mar Báltico, dando su nombre a esta isla.
La tribu es mencionada por el escritor romano Tácito en el siglo I, en su libro Germania. Según Tácito, los Rugii habitaban la costa del mar Báltico entre los ríos Vístula y Oder, eran vecinos de los godos y utilizaban escudos redondos y espadas cortas. Existe un gran intervalo de registro histórico, con los rugios siendo citados después de Tácito solamente en el siglo V. Sin embargo, se pueden suponer indirectamente algunos acontecimientos. Presionados por las guerras contra los godos a finales del siglo I, los rugios son encontrados desplazándose hacia el sur, hacia la región del Danubio y los Cárpatos entre los años 200 y 300. En 390 se hacen un pueblo vasallo de los hunos invasores, junto a otras naciones germánicas, como los ostrogodos. Se convierten al cristianismo arriano. Las relaciones con el Imperio no son fáciles. Entre los años 430 y 441, Valips, un caudillo rugio, se rebeló y tras reunir bajo su mando un número desconocido de descontentos, conquistaron la ciudad de Noviodunum en el Danubio y forzaron al gobierno a firmar un tratado. En el año 451 participan, al lado de Átila, en la invasión de la Galia y en la Batalla de los Campos Cataláunicos (batalla de Chalôns, fuente Sidonio Apolinar). Después de la muerte de Átila, se da la Batalla de Nedao en 454, donde una federación de pueblos germánicos derrota a los hunos y alcanza la independencia.

## Reino de Noricum
Una parte de la nación rugiana se separa y es aceptada dentro del Imperio romano de Oriente, donde presta servicios militares al emperador en Constantinopla. Otros se juntan a Odoacro en el golpe final contra el Imperio romano de Occidente en 476. Otra parte de la nación, sin embargo, recibe la provincia romana de Noricum para asentamiento y allá crean un reino después de la debacle del imperio. Este reino, en los márgenes del Danubio en las regiones que hoy son Austria y Hungría, recibe el nombre de Rugiland. En este periodo, se consideran aliados del poder romano, pero sufren ataques de otros pueblos germanos. Esta presión motiva al rey rugio Flaccitheus a migrar para Italia, dentro de las fronteras del imperio. Para eso, necesita el permiso de cruzar el reino ostrogodo de Panonia (hoy Hungría), que niegan pasaje y los amenazan. Los rugios, al mando de su rey Flaccitheus, se unen a otras tribus germanas y atacan el reino ostrogodo en 469, siendo derrotados. Sintiéndose cercados por los godos, que controlaban las vías hacia Italia, Feletheus, hijo de Flaccitheus, se casa con la princesa ostrogoda Gisa. Esto causa una división en la familia real rugia, con el hermano de Feletheus, Freduric, entonces gobernador de Vindobona (Viena). En este momento aparece en escena San Severino, un latino venido del imperio oriental. 
Son tiempos de desintegración económica, administrativa y militar, después de la desaparición de la autoridad imperial romana. San Severino auxilia a  la población rugia y romana de Noricum, principalmente en el río Danubio. En un evento distinguido, la población romana de Noricum se traslada hacia la ciudad independiente de Lauriacum para escapar de los impuestos e imposiciones del rey rugio Feletheus. Este, temiendo que esta población se junte a los alamanes y otros pueblos fronterizos, y deseando seguir recaudando los tributos de esa población, marcha hacia Lauriacum con la intención de forzarlos a que vayan hacia ciudades controladas por el reino. San Severino interviene y convence a Feletheus para que permita la vuelta de los romanos a sus propias ciudades. Se establece una alianza entre Feletheus y San Severino. 
Al morir San Severino en 482, Freduric, hermano de Feletheus, saquea los monasterios de San Severino próximos a Vindobona. Dos años después, en 484, Freduric es matado en venganza por Frederic, hijo de Feletheus. Ese acto agrava la relación del reino rugio con el reino de Italia comandado por el germano Odoacro. Odoacro teme que invadan su reino, sabiendo que el emperador en Constantinopla Zenón I anima a Feletheus en esa dirección. La relación con el reino de Italia, teóricamente vasallo al Imperio romano de Oriente, estaba deteriorada desde años anteriores. Odoacro toma la iniciativa y ataca el reino rugio en 487 (fuente Paulo Diácono, cap.I.xix). En una batalla librada en el actual monte Kahlenberg en Viena, los derrota. Lleva prisioneros al rey Feletheus y la reina Gisa a Rávena, donde son posteriormente ejecutados. Frederic, hijo de Feletheus, intenta reorganizar el reino, pero es vencido por Onulfo, hermano de Odoacro, en el año 488.

### Reyes rugios de 451 a 488
- Flaccitheus (451-475)
- Feletheus, hijo de Flaccitheus (475-487)
- Frederic, hijo de Feletheus 487-492

## Entrada en la península itálica
Las campañas de Odoacro en Noricum dejan la región devastada. Onulf transfiere la población romana del Danubio para la península itálica en 488, mientras Frederic y los rugios derrotados también se mueven en dirección al este. Llegando a Novæ, provincia de Mesia, en los Balcanes, se unen a los ostrogodos bajo el mando de Teodorico en su marcha para la invasión de Italia en 489 en alianza con el emperador Zenón I. Odoacro es el blanco de las fuerzas ostrogodas y rugias, con el incentivo imperial. Al entrar en Italia, los rugios son asentados inicialmente en Pavia y responsables de la protección de Liguria. En 491 Frederic se rebela contra Teodorico durante el ataque a Ravena y se alía al general Tufa de Odoacro. El motivo son los malos tratos a la población romana por Teodorico durante la guerra, a los cuales los rugios tienen como amigos desde los años del reinado en Noricum. Sin embargo, Frederic muere en el año 492 y se concluye la dinastía real rugia. Los rugios entonces vuelven a aliarse con Teodorico. 
En 492, Teodorico derrota a Odoacro y termina la conquista de Italia por los ostrogodos. En Italia, bajo el gobierno ostrogodo, los rugios mantienen su identidad nacional (fuente Procopius) por medio de bodas interétnicas y de la posible separación geográfica de los asentamientos ostrogodos. 
En 541, durante la invasión de Italia por el Imperio bizantino ordenada por el emperador Justiniano y dirigida por el general Belisario, la muerte del rey ostrogodo Hildibaldo deja el trono libre. En este momento, Erarico, un rugio, es proclamado rey de los rugios y ostrogodos. Este movimiento osado de los rugios vasallos tiene el consentimiento de Belisario, como condición para la aceptación de una tregua en la guerra, y también de los ostrogodos por falta de un sucesor entre los suyos. Sin embargo, su gobierno fue corto. Una facción ostrogoda desconfía de la fidelidad de Erarico y lo asesina cinco meses después, declarando a Totila nuevo rey ostrogodo. Los rugios continúan bajo el gobierno ostrogodo hasta la derrota final por el Imperio Bizantino en 553. De este momento en delante cesan los registros históricos de ambos pueblos. Su población se mezcla en la historia medieval con la población autóctona romano-italiana.

## Registros de los rugios en Rogaland
Existe un registro en las sagas nórdicas de un rey rugio, Erling Skjalgsson, que vivió en torno al año 1000 en el reino de Rogaland. Es el único rey rugio (Rygekongen) presente en las sagas. Esto muestra la permanencia de población rugia en la tierra original de Rogaland en periodos posteriores a la migración al sur del siglo III a. C. En este periodo, de los vikingos, la región era llamada de Rygjafylke (pronunciado: Rugía-fulke). Sus dialectos del nórdico antiguo eran dalarne, jaerderen y ryfylke.

## Otros registros
- Con la derrota de Atila y sus aliados en la Batalla de los Campos Cataláunicos (batalla de Chalôns) en el año 451, algunos rugios que no retornan a los Cárpatos se juntan a los anglos y sajones en la conquista anglosajona de Inglaterra. La participación de rugios en esta invasión, en torno al año 450, es registrada por Beda, monje inglés del siglo VII, denominándolos Rugini.[5]
- Existe el argumento de que los letones descienden en alguna proporción de los rugios y que el nombre de su capital Riga vendría de Rugía.[6]